# La rival de Lisa
Lisa's Rival, titulado La rival de Lisa en España e Hispanoamérica, es el segundo episodio de la sexta temporada de la serie de animación Los Simpson, emitido originalmente el 11 de septiembre de 1994. El episodio fue escrito por Mike Scully y dirigido por Mark Kirkland. Winona Ryder fue la estrella invitada, poniendo voz a Allison Taylor, una nueva estudiante de la Escuela primaria de Springfield. Lisa empieza a sentirse superada por ella porque es más inteligente, más joven y toca mejor el saxofón. Mientras tanto, Homer roba una gran cantidad de azúcar de un camión volcado con la intención de enriquecerse vendiéndolo puerta por puerta.
El episodio fue escrito por Mike Scully y dirigido por Mark Kirkland. Fue el primer episodio escrito por Scully. La idea original fue de Conan O'Brien, mientras que la subtrama protagonizada por Homer fue sugerida por George Meyer. El episodio contiene referencias a las películas El fugitivo y Scarface. Su producción se vio afectada por el terremoto de Northridge de 1994.

## Sinopsis
Lisa ve amenazado su puesto como la mejor estudiante de su clase cuando una nueva alumna llamada Allison Taylor llega a la Escuela primaria de Springfield. Allison es tan inteligente como Lisa, un año menor (está en la misma clase porque la han adelantado un curso) y tan buena saxofonista como ella. Lisa, al principio, trata de ser amiga de Allison, pero la envidia que siente hacia ella se lo impide. En una práctica para formar parte de la banda escolar, Lisa y Allison pelean por el puesto de saxofonista y Allison gana, ya que Lisa se había esforzado hasta el punto de desmayarse por falta de aire.
Incluso las otras niñas que se burlaban de Lisa por ser inteligente empiezan a burlarse de Allison en su lugar. Sin embargo, tratando aún de ser amiga suya, Lisa visita la casa de Allison, donde queda impresionada al ver los numerosos premios que ha ganado. Allí juega a un juego de anagramas con Allison y su padre que la hace sentirse tonta. Unos días más tarde, en la escuela se celebra un concurso de dioramas, en el que los estudiantes realizan maquetas de cartón y otros materiales. Allison construye una elaborada escena de la obra de Edgar Allan Poe El corazón delator, y aunque Lisa hace grandes esfuerzos para construir un mejor diorama (realizando una escena de Oliver Twist), la maqueta queda destruida al caer por la ventana.
Bart se ofrece a ayudar a Lisa para sabotear el trabajo de Allison y así pueda ganar el concurso, distrayendo a todos mientras Lisa cambia el diorama de Allison por un corazón de vaca. Cuando el director Skinner ve el corazón, no solo critica el diorama, sino que también cuestiona la decisión de haber adelantado a Allison de curso, humillándola ante los demás estudiantes y profesores. Lisa comienza a sentirse culpable, por lo que recupera el verdadero diorama de Allison del lugar donde lo había escondido. Sin embargo, a Skinner no le impresionan los trabajos de Lisa ni de Allison, y proclama como ganador el diorama de Ralph Wiggum, quien había llevado su colección de figuras de acción de Star Wars. Finalmente, Lisa y Allison dejan aparte sus diferencias y se hacen amigas. 
Mientras tanto, Homer encuentra un camión de azúcar volcado y sustrae varios kilos del producto, planeando enriquecerse vendiéndolo a domicilio. Homer mantiene el azúcar amontonado en su jardín, protegiéndolo obsesivamente contra posibles ladrones. Marge, cansada de esa situación, le ordena que se deshaga del azúcar, diciéndole que no puede protegerlo eternamente. Homer se niega y la acusa de querer arruinar su oportunidad de hacerse rico a través de un delirante e incoherente monólogo. El azúcar atrae un gran número de abejas, cuyos dueños ofrecen 2.000 dólares a Homer por recuperarlas. Sin embargo, en ese momento comienza a llover, el azúcar se derrite y las abejas vuelven a sus colmenas, dejando a Homer sin azúcar y sin dinero.
En un gag recurrente a lo largo del episodio, Milhouse es perseguido por el FBI después de que Bart hiciera circular su fotografía en la lista de los fugitivos más buscados del país.

## Producción

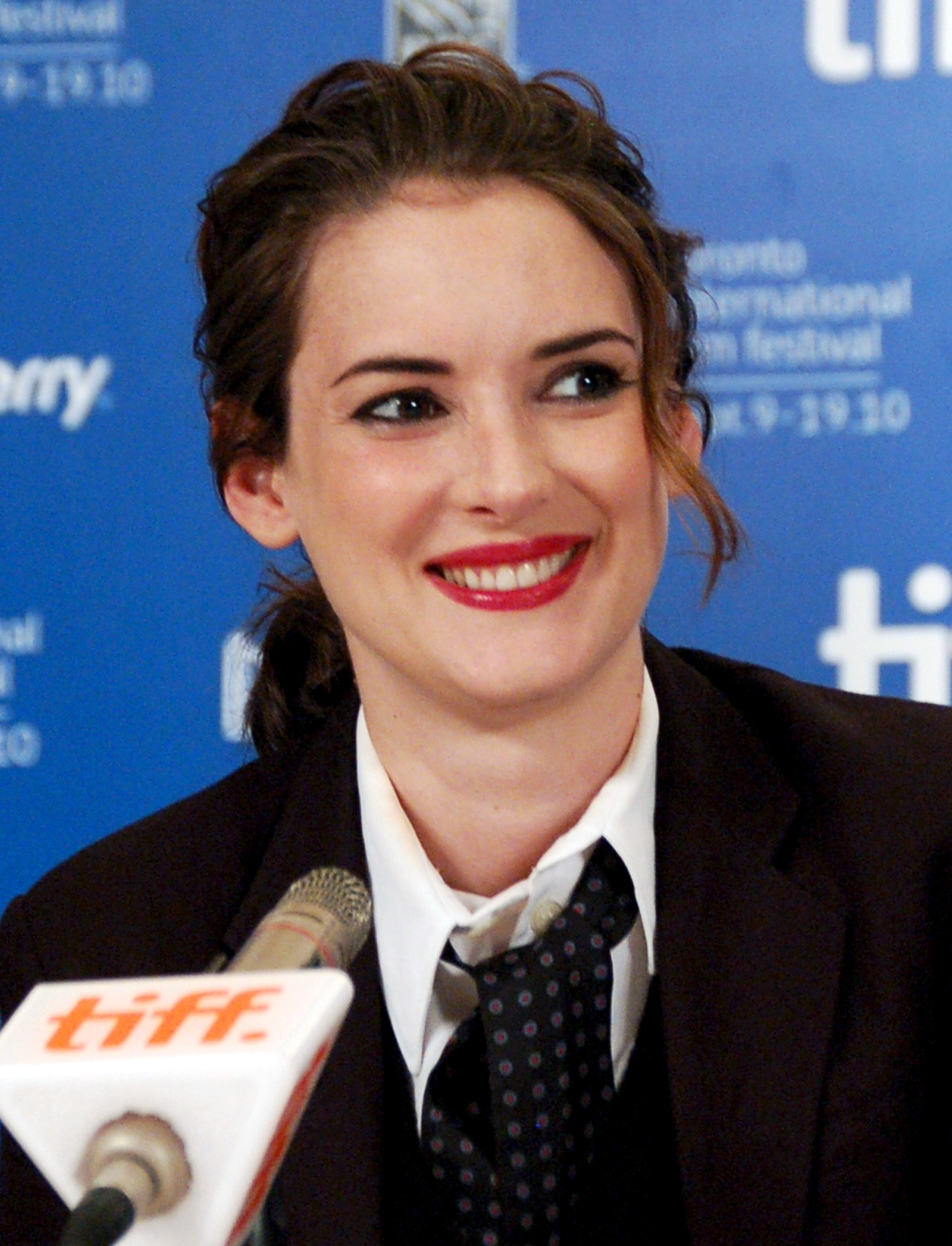
Winona Ryder fue la estrella invitada del episodio, poniendo voz a Allison Taylor.

La producción del episodio quedó interrumpida por el terremoto de Northridge de 1994, que también afectó al episodio anterior, Bart of Darkness. El edificio de Film Roman utilizado por el equipo quedó tan dañado que fue declarado en ruinas y cerrado. Fueron trasladados a un nuevo edificio durante un año, y la mayor parte de la animación fue realizada por los artistas en sus propias casas. El día siguiente al terremoto, los únicos miembros del equipo que se presentaron para trabajar fueron Bill Oakley y Josh Weinstein. La producción de Los Simpson quedó interrumpida durante seis meses, causando la pérdida de todo un mes de trabajo.
El guion del episodio fue escrito por Mike Scully, aunque la idea original fue propuesta Conan O'Brien antes de abandonar el programa. O'Brien sugirió un episodio en el que Lisa tuviera una rival, pero el resto de la trama fue escrita por Scully y otros miembros del equipo de guionistas. Fue el primer episodio escrito por Scully, que más tarde se convertiría en showrunner. Winona Ryder fue la estrella invitada del episodio, poniendo voz a Allison Taylor. Ryder era seguidora de la serie y tuvo gran acogida por el equipo. David Mirkin recordó que a sus sesiones de grabación asistieron más guionistas que a ninguna otra. El nombre del personaje se creó a partir de los nombres de dos de las hijas de Scully, Allison y Taylor. La subtrama del episodio fue propuesta por George Meyer. El discurso de Homer sobre el azúcar fue idea de Meyer y la secuencia fue animada por David Silverman, que pidió encargarse de la animación de la escena tras escuchar la interpretación de Dan Castellaneta.